# Lamin Jallow
Lamin Jallow (ur. 22 lipca 1994 w Bandżulu) – gambijski piłkarz grający na pozycji prawoskrzydłowego. Od 2021 jest zawodnikiem klubu Fehérvár FC, do którego jest wypożyczony z Vicenzy.

## Kariera piłkarska
Swoją piłkarską karierę Jallow rozpoczął w klubie Bakau United. W 2012 roku zadebiutował w jego barwach w pierwszej lidze gambijskiej. W 2013 roku przeszedł do Realu Bandżul. W sezonie 2013 wywalczył z nim wicemistrzostwo Gambii, a w sezonie 2014 został mistrzem tego kraju.
W lipcu 2014 Jallow przeszedł do włoskiego AC ChievoVerona. W sezonie 2015/2016 był z niego wypożyczony do trzecioligowej Cittadelli. Swój debiut w niej zaliczył 6 września 2015 w wygranym 2:1 domowym meczu z Cuneo. W debiucie strzelił gola. Wraz z Cittadellą wygrał rozgrywki ligowe i awansował do Serie B.
Latem 2016 Jallow wrócił do Chievo i 28 sierpnia 2016 zadebiutował w nim w Serie A w przegranym 0:1 wyjazdowym meczu z Fiorentiną.
Na początku 2017 Jallow udał się na wypożyczenie z Chievo do drugoligowego Trapani Calcio, w którym swój debiut zanotował 28 stycznia 2017 w zwycięskim 3:1 wyjazdowym meczu z Pro Vercelli 1892, w którym strzelił gola. W Trapani spędził pół sezonu.
Latem 2017 Jallowa wypożyczono do Ceseny. Swój debiut w niej w Serie B zaliczył 15 września 2017 w zwycięskim 3:1 domowym spotkaniu z Avellino. W Cesenie grał przez rok.
W sierpniu 2018 Jallow został wypożyczony do Salernitany. Zadebiutował w niej 25 sierpnia 2018 w zremisowanym 0:0 domowym meczu z Palermo FC. W styczniu 2019 został wykupiony przez Salernitanę za 1,8 miliona euro.
We wrześniu 2020 Jallow przeszedł za 500 tysięcy euro do Vicenzy. Swój debiut w niej zaliczył 2 grudnia 2020 w zremisowanym 1:1 wyjazdowym meczu z Monzą.
W sierpniu 2021 Jallow udał się na wypożyczenie do węgierskiego klubu Fehérvár FC. Swój debiut w nim zanotował 14 sierpnia 2021 w zremisowanym 1:1 wyjazdowym meczu z Gyirmót FC Győr.
| Sezon   | Klub                | Kraj   | Rozgrywki      | Mecze | Gole |
| ------- | ------------------- | ------ | -------------- | ----- | ---- |
| 2012    | Bakau United        | Gambia | First Division | ?     | ?    |
| 2013    | Real Bandżul        | Gambia | First Division | ?     | ?    |
| 2014    | Real Bandżul        | Gambia | First Division | ?     | ?    |
| 2014/15 | AC ChievoVerona     | Włochy | Serie A        | 0     | 0    |
| 2015/16 | AS Cittadella       | Włochy | Serie C1       | 25    | 4    |
| 2016/17 | AC ChievoVerona     | Włochy | Serie A        | 2     | 0    |
| 2016/17 | Trapani Calcio      | Włochy | Serie B        | 15    | 3    |
| 2017/18 | Cesena FC           | Włochy | Serie B        | 36    | 11   |
| 2018/19 | US Salernitana 1919 | Włochy | Serie B        | 34    | 5    |
| 2019/20 | US Salernitana 1919 | Włochy | Serie B        | 22    | 6    |
| 2020/21 | L.R. Vicenza        | Włochy | Serie B        | 22    | 3    |

## Kariera reprezentacyjna
W reprezentacji Gambii Jallow zadebiutował 30 maja 2016 w zremisowanym 0:0 towarzyskim meczu z Zambią, rozegranym w Bakau. W 2022 roku został powołany do kadry na Puchar Narodów Afryki 2021. Rozegrał na nim jeden mecz, grupowy z Mauretanią (1:0).